# Elena Bobrovskaya
Elena Bobrovskaya (sinh ngày 11 tháng 4 năm 1975) là một vận động viên người Kyrgyzstan đã giải nghệ, chuyên thi đấu ở nội dung chạy 100 mét và nhảy xa.
Với tư cách là một vận động viên chạy nhanh, cô đã tham gia Thế vận hội trong nhà thế giới vào các năm 1997, 1999, 2001 và 2004 cũng như Thế vận hội mùa hè 2004, nhưng không vào được trận chung kết. Kỷ lục cá nhân của cô là 11,35 giây, đạt được vào tháng 7 năm 2004 tại Bishkek. Cô cũng có thành tích 23,35 giây ở nội dung 200 mét, đạt được vào tháng 5 năm 2004 tại Tashkent.
Trong môn nhảy xa, cô đã tham gia Thế giới trong nhà vào các năm 1999 và 2001 cũng như Thế vận hội mùa hè 2000, nhưng cũng không vào được trận chung kết. Kỷ lục cá nhân của cô trong nhảy xa là 6,73 mét, đạt được vào tháng 6 năm 2001 tại Almaty. Cô cũng có thành tích 13,14 mét trong nội dung nhảy ba bước, đạt được vào tháng 5 năm 2000 tại Almaty.